# 况照
况照（1476年—？），字廷光，江西瑞州府高安县人，明朝政治人物 ，同進士出身。

## 生平
治《詩經》，行一，由縣學生中式正德二年（1507年）江西鄉試第八十七名舉人，正德三年（1508年），聯捷戊辰科會試第二百十一名，正奏第三甲第八十六名，赐同进士出身。曾广德州判官，署建平县事，升浙江海宁县知县，升大理寺评事，官至大理寺寺副。

## 家族
曾祖况大新，義官。祖父况宽，理问。父况元茂。母胡氏；继母左氏。重庆下，弟熙、𬊈、灼、焜、煜。弟况熙，字廷辉，号桃泉，贡士，官宁国府太平县训导。